# Giovanni Stefano Caramia

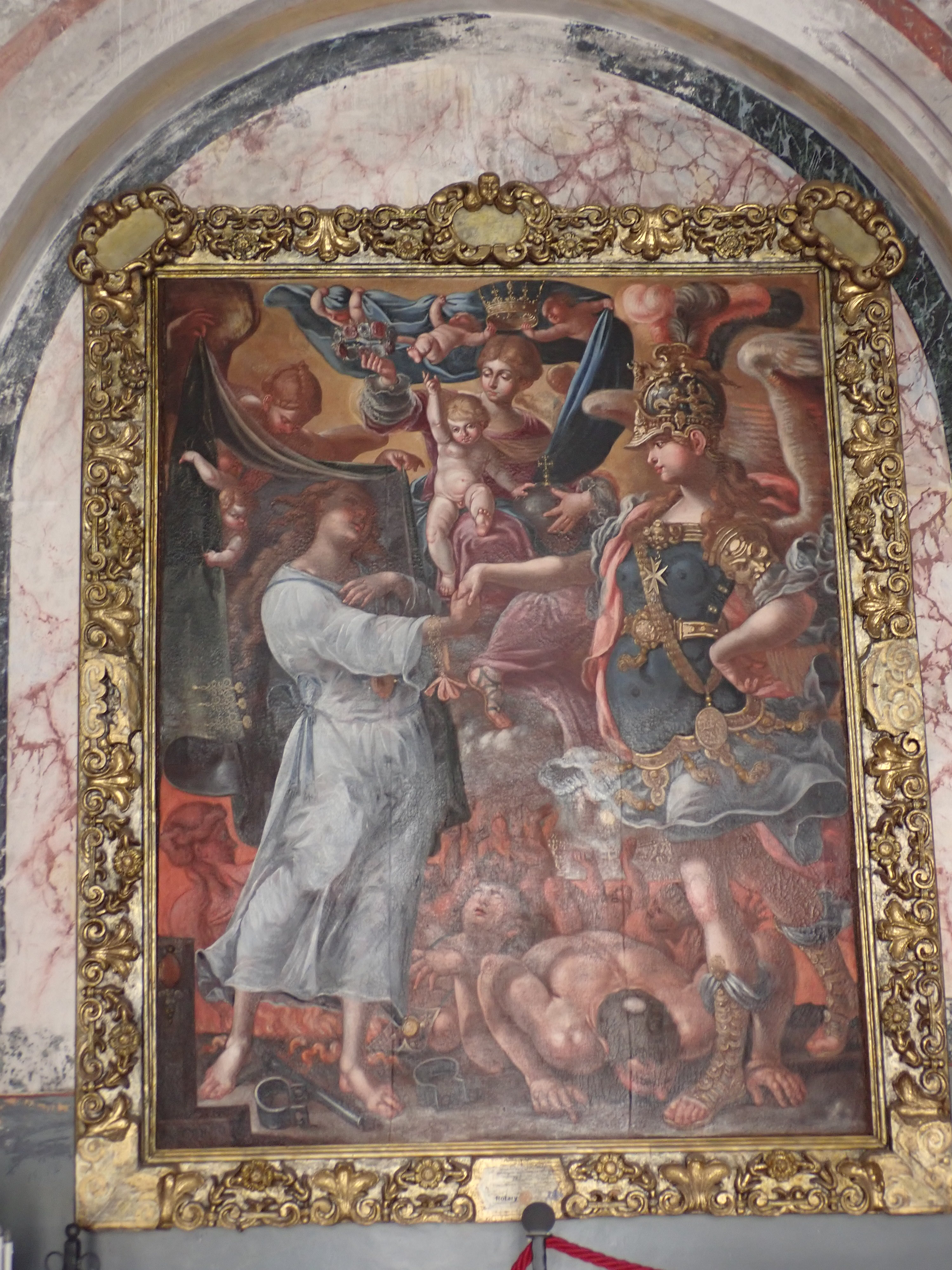
La Madonna della Grazia, San Michele Arcangelo e le anime del Purgatorio

Giovanni Stefano Caramia (Martina Franca, 1630 – Martina Franca, 1698) è stato un pittore italiano, artista originalissimo per la complessità simbolica e per la forza espressiva della sua visionaria pittura religiosa.

## Opere (parziale)
- La Madonna della Grazia, San Michele Arcangelo e le anime del Purgatorio, Martina Franca, Chiesa del Monte Purgatorio.[1]
- La Madonna della Libera, San Michele Arcangelo appare al vescovo Lorenzo Maiorano (1660), Martina Franca, Chiesa del Carmine.[2] Francesco Semeraro, La pittura visionaria di Giovanni Stefano Caramia, città & cittadini, Umanesimo della Pietra 2005.
- Ingresso di San Cataldo a Taranto (1675), Cattedrale di San Cataldo, Taranto.[3][4]